# 1931年のル・マン24時間レース

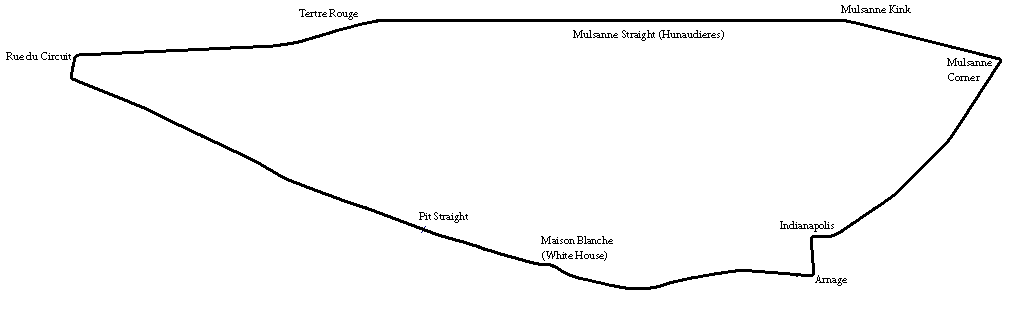
1931年のコース

1931年のル・マン24時間レース（24 Heures du Mans 1931 ）は、9回目のル・マン24時間レースであり、1931年6月13日から6月14日にかけてフランスのサルト・サーキットで行われた。

## 概要
ヨーロッパの経済状況は深刻で、出走したのは26台に留まった。
メルセデス・ベンツはSSKという超高性能スポーツカーを作り上げ、他のスポーツカーレースで連戦連勝してル・マンに乗り込んで来た。
完走したのは6台で、これは2014年のル・マン24時間レースに至るまで史上最小台数記録である。
ハウ卿（Lord Howe ）/ヘンリー・バーキン（Henry Birkin ）組のアルファロメオ・8Cが24時間で3,017.654kmを平均速度125.735km/hまたは125.37km/hで走って優勝した。メルセデス・ベンツ・SSKはありあまる出力が災いしてタイヤの摩耗に悩まされ、2位に終わった。
この頃からドイツではアドルフ・ヒトラーが台頭してグランプリレースに力を入れるようになり、その後援を受けてメルセデス・ベンツやアウトウニオンが我が物顔で走るグランプリレースでは勝ち目がなくなったメーカーがドイツ勢が出場しなくなったル・マンに集まったため、参加台数は減らなかった。
| 順位 | クラス | 号車 | チーム                          | ドライバー                                 | シャシ                                   | エンジン                                                    | 周回数 |
| ---- | ------ | ---- | ------------------------------- | ------------------------------------------ | ---------------------------------------- | ----------------------------------------------------------- | ------ |
| 1    | 3.0    | 16   | ハウ卿                          | - ハウ卿 - ヘンリー・バーキン              | アルファロメオ・8C2300LM                 | アルファロメオ 2.3リットル直列8気筒スーパーチャージャー     | 184    |
| 2    | 8.0    | 1    | Boris Ivanowski                 | - Boris Ivanowski - Henri Stoffel          | メルセデス・ベンツ・SSK                  | メルセデス・ベンツ 7.1リットル直列6気筒スーパーチャージャー | 177    |
| 3    | 3.0    | 11   | Arthur W. Fox & Charles Nicholl | - Tim Rose-Richards - Owen Saunders-Davies | タルボ・AV105                            | タルボ 3.0リットル直列6気筒                                 | 173    |
| 4    | 5.0    | 9    | Henri Trébort                   | - Henri Trébort - Louis Balart             | ロレーヌ・ディートリッシュ・B3-6         | ロレーヌ・ディートリッシュ 3.4リットル直列6気筒             | 150    |
| 5    | 1.5    | 25   | アストンマーティン              | - A.C. Bertelli - Maurice Harvey           | アストンマーティン・1½インターナショナル | アストンマーティン 1.5リットル直列4気筒                     | 139    |
| 6    | 1.1    | 29   | Yves Giraud-Cabantous           | - Just-Emile Vernet - Fernand Vallon       | Caban Spéciale                           | ルビー 1.1リットル直列4気筒                                 | 128    |